# 1982-es sakkolimpia
A 25. nyílt és 10. női sakkolimpiát 1982. október 29. és november 16. között rendezték meg a svájci Luzernben. A rendezvény a Nemzetközi Sakkszövetség (FIDE) égisze alatt került lebonyolításra. A versenyen nyílt és női kategóriában indulhattak a nevező országok csapatai. A verseny helyszíne az Ausstellung-Festhalle Allmend volt.
Az előző olimpián mindkét magyar csapat ezüstérmet szerzett. Az Élő-pontok alapján a nyílt versenyben szereplő csapatunk a kiugró 2651-es átlagértékszámmal rendelkező szovjet, valamint a 2580-as átlagú amerikai válogatott mögött 2579 ponttal a 3. legerősebbnek számított. Női csapatunk az ugyancsak kiugróan magas, 2360-as értékszámmal rendelkező szovjet válogatott mögött 2205-ös átlaggal a 2. legerősebb volt. Mögötte kevéssel elmaradva Románia csapata volt előzetesen a harmadik legerősebb.
Az előzetes erősorrend alapján férfi csapatunk 5. helyezése elmaradt a várakozástól, de ha azt tekintjük, hogy minden versenyzőnk az elvárt teljesítményérték fölött teljesített, akkor elismerésre méltó. Női válogatottunk 3. helyezést érte el, amelyhez hozzájárult a román válogatott egészen kiváló teljesítménye, amit jelez, hogy egyéniben két arany és egy bronzérmet szereztek játékosaik.

## A versenyzők és a bírói testület
A nyílt versenyre 82 csapat 545 versenyzője nevezett, köztük 62 nemzetközi nagymester és 93 nemzetközi mester. A női versenyen 45 csapatban 176 fő vett részt, köztük 11 női nemzetközi nagymester és 37 női nemzetközi mester.
A verseny főbírója a német nemzetközi versenybíró Lothar Schmid volt.

## A verseny menete
A nyílt és a női verseny egymástól külön, 14 fordulós svájci rendszerben került megrendezésre. A nyílt versenyben a csapatok 6 főt nevezhettek, akik közül egy-egy fordulóban 4-en játszottak, a női versenyben 4 fő nevezésére volt lehetőség, akik közül egy időben hárman játszhattak. A csapatot alkotó versenyzők között előzetesen fel kellett állítani az erősorrendet, és azt meg kellett adni a versenybíróknak. A leadott erősorrendnek nem kell megegyeznie a versenyzők Élő-értékszámának sorrendjével. Az egyes fordulókban ennek az erősorrendnek a figyelembe vételével alkottak párokat az egymással játszó a csapatok.
Az egyes játszmákban a játékosoknak fejenként 2,5 óra állt rendelkezésre 40 lépés megtételére, majd 16 lépésenként további 1-1 óra.
A csapatok pontszámát az egyes játékosok által elért eredmények összege adja. Egy játszmában a győzelemért 1 pont, a döntetlenért fél pont jár. A végeredmény, a csapatpontszám az így szerzett pontok alapján kerül meghatározásra.
Az olimpiai kiírás szerint holtverseny esetén elsődlegesen a Buchholz-számítás dönt. Ha ez is egyenlő, akkor a csapatpontszámokat veszik figyelembe oly módon, hogy egy csapatgyőzelem 2 pontot, a döntetlen 1 pontot ér.

## A nyílt verseny

### A magyar eredmények
| Forduló                            | Ellenfél                           | Portisch Lajos 2625  | Portisch Lajos 2625 | Ribli Zoltán 2580    | Ribli Zoltán 2580 | Sax Gyula 2560          | Sax Gyula 2560 | Pintér József 2550   | Pintér József 2550 | Csom István 2495   | Csom István 2495 | Grószpéter Attila 2480 | Grószpéter Attila 2480 | Pont |
| ---------------------------------- | ---------------------------------- | -------------------- | ------------------- | -------------------- | ----------------- | ----------------------- | -------------- | -------------------- | ------------------ | ------------------ | ---------------- | ---------------------- | ---------------------- | ---- |
| 1                                  | Törökország                        |                      |                     | Onat 2330            | 1                 | Sel -                   | 1              | Durlu -              | 1                  |                    |                  | Öney 2290              | 1                      | 4    |
| 2                                  | Ausztria                           | Hölzl 2355           | 1                   | Herzog 2405          | 1                 | Wittmann 2415           | 0              | Danner 2410          | ½                  |                    |                  |                        |                        | 2½   |
| 3                                  | Izrael                             | Murey 2500           | ½                   | Bimboim 2445         | ½                 | Greenfeld 2385          | 1              |                      |                    | Kagan 2435         | ½                |                        |                        | 2½   |
| 4                                  | Argentína                          | Quinteros 2520       | 0                   | Cámpora 2450         | 1                 | Rubinetti 2415          | ½              |                      |                    |                    |                  | Bronstein 2395         | 0                      | 1½   |
| 5                                  | Kuba                               | García Gonzales 2500 | 1                   | Nogueiras 2495       | ½                 | Rodríguez Céspedes 2480 | ½              | García Martínez 2440 | 0                  |                    |                  |                        |                        | 2    |
| 6                                  | Svájc „B”                          |                      |                     | Trepp 2220           | 0                 | Gobet -                 | 1              | Bhend 2380           | 1                  | Huss 2295          | 1                |                        |                        | 3    |
| 7                                  | Dánia                              | Kristiansen 2465     | 1                   | Mortensen 2440       | ½                 | Øst-Hansen 2410         | 1              |                      |                    | Fries-Nielsen 2395 | 1                |                        |                        | 3½   |
| 8                                  | Szovjetunió                        | Anatolij Karpov 2700 | 0                   | Garri Kaszparov 2675 | ½                 |                         |                | Beljavszkij 2620     | 0                  | Juszupov 2555      | 1                |                        |                        | 1½   |
| 9                                  | Csehszlovákia                      | Hort 2600            | 1                   | Smejkal 2565         | ½                 | Ftáčnik 2535            | ½              |                      |                    | Plachetka 2440     | 0                |                        |                        | 2    |
| 10                                 | NSZK                               | Hübner 2630          | 1                   | Unzicker 2465        | 1                 | Lobron 2470             | 0              | Hecht 2455           | ½                  |                    |                  |                        |                        | 2½   |
| 11                                 | Jugoszlávia                        | Ljubojević 2450      | 0                   | Gligoric 2595        | 1                 | Ivanovic 2565           | ½              | Hulak 2480           | ½                  |                    |                  |                        |                        | 2    |
| 12                                 | Amerikai Egyesült Államok          | Seirawan 2595        | ½                   | Alburt 2565          | ½                 | Tarjan 2520             | ½              |                      |                    | Christiansen 2505  | 0                |                        |                        | 1½   |
| 13                                 | Svájc                              | Viktor Korcsnoj 2635 | ½                   | Hug 2435             | ½                 |                         |                | Wirthensohn 2435     | ½                  |                    |                  | Partos 2410            | 1                      | 2½   |
| 14                                 | Anglia                             | Miles 2565           | 1                   | Nunn 2565            | ½                 | Speelman 2575           | ½              |                      |                    |                    |                  | Mestel 2540            | ½                      | 2½   |
| Szerzett pontszám (Játszmák száma) | Szerzett pontszám (Játszmák száma) | 7½ (12)              | 7½ (12)             | 9 (14)               | 9 (14)            | 7 (12)                  | 7 (12)         | 4 (8)                | 4 (8)              | 3½ (6)             | 3½ (6)           | 2½ (4)                 | 2½ (4)                 |      |
| Teljesítményérték                  | Teljesítményérték                  | 2652                 | 2652                | 2572                 | 2572              | 2483                    | 2483           | 2429                 | 2429               | 2494               | 2494             | 2504                   | 2504                   |      |

### A verseny végeredménye
| #  | Ország                    | Átlag Élő-pont | Telj. érték | Pont | Buchholz |
| -- | ------------------------- | -------------- | ----------- | ---- | -------- |
| 1  | Szovjetunió               | 2651           | 2691        | 42½  |          |
| 2  | Csehszlovákia             | 2539           | 2581        | 36   |          |
| 3  | Amerikai Egyesült Államok | 2580           | 2588        | 35½  |          |
| 4  | Jugoszlávia               | 2554           | 2577        | 35   |          |
| 5  | Magyarország              | 2579           | 2538        | 33½  | 461,5    |
| 6  | Bulgária                  | 2475           | 2479        | 33½  | 431,5    |
| 7  | Lengyelország             | 2459           | 2434        | 33   |          |
| 8  | Dánia                     | 2433           | 2476        | 32½  | 442,5    |
| 9  | Kuba                      | 2483           | 2480        | 32½  | 432,5    |
| 10 | Anglia                    | 2561           | 2528        | 32   | 456,5    |

Egyéni érmesek
Egyénileg táblánként a három legjobb százalékot elért versenyző kapott érmet.

#### Első tábla
|           | Versenyző            | Ország      | Pont | Játszma | Százalék |
| --------- | -------------------- | ----------- | ---- | ------- | -------- |
| Aranyérem | Zenón Franco Ocampos | Paraguay    | 11   | 13      | 84,6     |
| Ezüstérem | Eric Girault         | Monaco      | 10   | 12      | 83,3     |
| Bronzérem | Ljubomir Ljubojević  | Jugoszlávia | 11   | 14      | 78,6     |

#### Második tábla
|           | Versenyző       | Ország         | Pont | Játszma | Százalék |
| --------- | --------------- | -------------- | ---- | ------- | -------- |
| Aranyérem | Rico Mascariñas | Fülöp-szigetek | 7,5  | 9       | 83,3     |
| Ezüstérem | Patrick Sargos  | Szenegál       | 11,5 | 14      | 82,1     |
| Bronzérem | Garri Kaszparov | Szovjetunió    | 8,5  | 11      | 77,3     |
| Bronzérem | Robert Jamieson | Ausztrália     | 8,5  | 11      | 77,3     |

#### Harmadik tábla
|           | Versenyző               | Ország   | Pont | Játszma | Százalék |
| --------- | ----------------------- | -------- | ---- | ------- | -------- |
| Aranyérem | Carlos Matamoros Franco | Ecuador  | 7    | 9       | 77,8     |
| Ezüstérem | Suchart Chaivichit      | Thaiföld | 9    | 12      | 77       |
| Bronzérem | Jean Hebert             | Kanada   | 8,5  | 12      | 70,8     |

#### Negyedik tábla
|           | Versenyző             | Ország      | Pont | Játszma | Százalék |
| --------- | --------------------- | ----------- | ---- | ------- | -------- |
| Aranyérem | Simen Agdestein       | Norvégia    | 9    | 12      | 75       |
| Ezüstérem | Ye Jiangchuan         | Kína        | 8,5  | 12      | 70,8     |
| Bronzérem | Alekszandr Beljavskij | Szovjetunió | 7    | 10      | 70       |
| Bronzérem | Andreas Huss          | Svájc „B”   | 7    | 10      | 70       |
| Bronzérem | Nikolaos Gavrilakis   | Görögország | 7    | 10      | 70       |

#### Ötödik játékos (első tartalék)
|           | Versenyző    | Ország                    | Pont | Játszma | Százalék |
| --------- | ------------ | ------------------------- | ---- | ------- | -------- |
| Aranyérem | Daniel Roos  | Franciaország             | 9    | 11      | 81,8     |
| Ezüstérem | Mihail Tal   | Szovjetunió               | 6,5  | 8       | 81,3     |
| Bronzérem | James Tarjan | Amerikai Egyesült Államok | 7    | 9       | 77,8     |

#### Hatodik játékos (második tartalék)
|           | Versenyző       | Ország          | Pont | Játszma | Százalék |
| --------- | --------------- | --------------- | ---- | ------- | -------- |
| Aranyérem | Stuart Fancy    | Pápua Új-Guinea | 8    | 9       | 88,9     |
| Ezüstérem | Maijai Kavaluk  | Thaiföld        | 6    | 7       | 85,7     |
| Bronzérem | Amos Mungyereza | Uganda          | 8,5  | 10      | 85       |

## Női verseny
| Forduló                            | Ellenfél                           | Verőci Zsuzsa 2235      | Verőci Zsuzsa 2235 | Ivánka Mária 2255       | Ivánka Mária 2255 | Porubszky Mária 2125 | Porubszky Mária 2125 | Csonkics Tünde 2110  | Csonkics Tünde 2110 | Pont |
| ---------------------------------- | ---------------------------------- | ----------------------- | ------------------ | ----------------------- | ----------------- | -------------------- | -------------------- | -------------------- | ------------------- | ---- |
| 1                                  | Olaszország                        | Iacono -                | 1                  | Deghenghi 1855          | 1                 | Moscatiello -        | 1                    |                      |                     | 3    |
| 2                                  | India                              | Khadilkar R. 2035       | 1                  | Khadilkar J. 2030       | ½                 |                      |                      | Khadilkar V. 1955    | ½                   | 2    |
| 3                                  | Lengyelország                      | Ereńska-Radzewska 2155  | 1                  | Brustman 2175           | ½                 | Wiese 2130           | ½                    |                      |                     | 2    |
| 4                                  | Svédország                         | Cramling 2260           | ½                  | Borisova-Ornstein 2170  | 0                 | Aatolainen 1935      | 1                    |                      |                     | 1½   |
| 5                                  | Románia                            | Mureșan 2215            | ½                  |                         |                   | Pogorevici 2215      | ½                    | Nuţu-Terescenko 2125 | 0                   | 1    |
| 6                                  | Spanyolország                      | García Vicente 2175     | ½                  | García Padron 2115      | ½                 | Gallego Eraso 1850   | 1                    |                      |                     | 2    |
| 7                                  | Szovjetunió                        | Maia Csiburdanidze 2385 | ½                  | Nona Gaprindasvili 2325 | 0                 | Nana Ioszeliani 2325 | 1                    |                      |                     | 1½   |
| 8                                  | Izland                             | Þráinsdóttir 181010     | 1                  | Friðþjófsdóttir 1805    | 1                 | Kristinsdóttir 1825  | 1                    |                      |                     | 3    |
| 9                                  | NSZK                               | Hund 2205               | ½                  | Fischdick 2210          | ½                 |                      |                      | Feustel 2140         | ½                   | 1½   |
| 10                                 | Kína                               | Liu Shilan 2180         | ½                  | Mingqian 2030           | 1                 | An Yangfeng 2060     | 0                    |                      |                     | 1½   |
| 11                                 | Anglia                             | Miles 2240              | ½                  | Jackson 2130            | 0                 | Groves 1880          | 1                    |                      |                     | 1½   |
| 12                                 | Jugoszlávia                        | Lazarević 2225          | 1                  |                         |                   | Nikolin 2125         | 1                    | Maksimović 2135      | 0                   | 2    |
| 13                                 | Bulgária                           | Bojadjieva 2120         | 1                  | Voiska 2095             | ½                 | Angelova 2105        | 1                    |                      |                     | 2½   |
| 14                                 | Hollandia                          | Bruinenberg 2030        | 1                  | Belle 2045              | 0                 | Parreren 2040        | 0                    |                      |                     | 1    |
| Szerzett pontszám (Játszmák száma) | Szerzett pontszám (Játszmák száma) | 10½ (14)                | 10½ (14)           | 5½ (12)                 | 5½ (12)           | 9 (12)               | 9 (12)               | 1 (4)                | 1 (4)               |      |
| Teljesítményérték                  | Teljesítményérték                  | 2324                    | 2324               | 2053                    | 2053              | 2217                 | 2217                 | 1896                 | 1896                |      |

### A női verseny végeredménye
| #  | Ország        | Átlag pontérték | Pont | Buchholz |
| -- | ------------- | --------------- | ---- | -------- |
| 1  | Szovjetunió   | 2360            | 33   |          |
| 2  | Románia       | 2297            | 30   |          |
| 3  | Magyarország  | 2205            | 26   |          |
| 4  | Lengyelország | 2153            | 25½  |          |
| 5  | Kína          | 2090            | 24½  | 342,5    |
| 6  | NSZK          | 2185            | 24½  | 340,0    |
| 7  | Svédország    | 2122            | 24   |          |
| 8  | Hollandia     | 2058            | 23½  | 321,0    |
| 9  | India         | 2007            | 23½  | 299,5    |
| 10 | Spanyolország | 2112            | 23   | 341,0    |

Egyéni érmesek
A táblánkénti teljesítmény alapján a magyar versenyzők közül az 1. táblán Verőci Zsuzsa bronzérmet szerzett, míg Angyalosiné Porubszky Mária a 4. legjobb eredményt érte el.

#### Első tábla
|           | Versenyző          | Ország       | Pont | Játszma | Százalék |
| --------- | ------------------ | ------------ | ---- | ------- | -------- |
| Aranyérem | Barbara Pernici    | Olaszország  | 9,5  | 12      | 79,2     |
| Ezüstérem | Pia Cramling       | Svédország   | 11   | 14      | 78,6     |
| Bronzérem | Maia Csiburdanidze | Szovjetunió  | 9    | 12      | 75       |
| Bronzérem | Verőci Zsuzsa      | Magyarország | 10,5 | 14      | 75       |
| Bronzérem | Nava Shterenberg   | Kanada       | 9    | 12      | 75       |

#### Második tábla
|           | Versenyző         | Ország      | Pont | Játszma | Százalék |
| --------- | ----------------- | ----------- | ---- | ------- | -------- |
| Aranyérem | Nana Alekszandria | Szovjetunió | 7,5  | 9       | 83,3     |
| Ezüstérem | Sheila Jackson    | Anglia      | 8,5  | 12      | 70,8     |
| Bronzérem | Marina Pogorevici | Románia     | 7,5  | 11      | 68,2     |

#### Harmadik tábla
|           | Versenyző            | Ország      | Pont | Játszma | Százalék |
| --------- | -------------------- | ----------- | ---- | ------- | -------- |
| Aranyérem | Dana Terescenco-Nuțu | Románia     | 11   | 12      | 91,7     |
| Ezüstérem | Nona Gaprindasvili   | Szovjetunió | 11,5 | 13      | 88,5     |
| Bronzérem | Erika Belle          | Hollandia   | 9,5  | 12      | 79,2     |

#### Negyedik játékos (tartalék)
|           | Versenyző              | Ország        | Pont | Játszma | Százalék |
| --------- | ---------------------- | ------------- | ---- | ------- | -------- |
| Aranyérem | Elisabeta Polihroniade | Románia       | 7    | 9       | 77,8     |
| Aranyérem | Teresa Leyva           | Kolumbia      | 7    | 9       | 77,8     |
| Bronzérem | Grażyna Szmacińska     | Lengyelország | 7    | 10      | 70       |